# Медресе Кутлуг-Мурад-инака

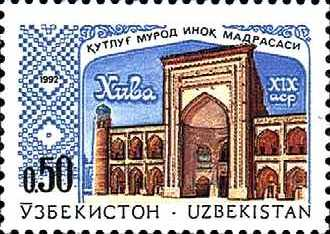
Медресе Кутлуг-Мурад-инака. Почтовая марка Узбекистана 1992 года.

Медресе Кутлуг-Мурад-инака (узб. Qutlugʻmurod inoq madrasasi) — памятник архитектуры, построенный в 1804-1812 годах в Хиве (Хорезмская область, Узбекистан). Медресе является частью хивинской цитадели Ичан-Кала. Медресе Кутлуг-Мурад-инака является единственным медресе в Хиве, где применяется рельефная штампованная терракота, характерная для бухарской архитектуры, которой украшены угловые башни медресе. Она построена дядей хивинского хана Аллакули правителем области Кунград, военным полководцем Кутлуг Мурад инаком.
В настоящее время входит в список материального культурного наследия Узбекистана республиканского значения. Входит в список всемирного культурного наследия как часть исторической части города Хива. Медресе находится на улице Ю. Тошпулатова в Хиве.

## История
В 1858 году в медресе училось 95 студентов, им преподавали 2 ахуна. Кроме этого в медресе были мутаваллий (лицо, уполномоченное возглавлять медресе), имам, азанчи, фарраш (убирающий помещения) и цирюльник. Перед медресе располагалась большая площадь и вокруг находились торговые ряды. Студенты, окончившие медресе сдавали экзамены. Для этого ханом создавалась хайъат (специальная комиссия), в его состав иногда входил сам хан, в большинстве случаев наследник трона, кази-калян, кази урда и некоторое количество учёных- улемов. Студентам, успешно сдавшим экзамены присваивались звания муфтия, аълама, ахунда, мукаррира.
В медресе Кутлуг-Мурад-инака учились узбекский поэт Аваз Отар-оглы  и каракалпакский поэт Бердах.
В 2009 году медресе было реставрировано и во внутреннем дворе открылась выставка знаменитых хорезмских мастеров изобразительного искусства. Всего в экспозиции выставлены 52 картины художников Хорезма, которые раскрывают жизнь, быт, культуру и обычаи Хорезма.

## Описание
Медресе имеет прямоугольную форму (57х44   метра), мечеть, комнаты для занятий (планировка 5х5 метров), 81 худжра для студентов (3х3 метра), двор (31,8х27,8 метров). А также во дворе медресе расположено подземное сооружение в виде сардобы. Медресе Кутлуг-Мурад-инака это двухэтажное медресе, где применяется рельефная штампованная терракота, характерная для бухарской архитектуры, которой украшены угловые башни медресе.
Хивинские мастера украсили порталы двора узорами. Внутри восточного портала медресе построена летняя мечеть, над которой на уровне высоты второго этажа размещена деревянная балахана. Здание отличается от медресе, построенных в Хиве в предыдущих веках, напоминавших по форме крепость, фасад его имеет довольно роскошный вид. Такого результата удалось добиться благодаря устройству на портале пятигранных арок и ниш по бухарски и за счёт увеличения числа различных украшений. Поверхности вокруг арок окаймлены разнообразной майоликой, точно такой же майоликой украшены и угловые башни медресе, образцы искусства резьбы по ганчу внутри портала придают ему красивый вид. Хотя все эти элементы архитекnуры изменили общую картину здания, однако амбразуры-дверцы, высокие мощные угловые башни, придают сооружению вид крепости. 
Мечеть и дарсхана выполнены очень упрощённо и без никаких украшений, лишь на куполе мионсарая и куполе летней мечети встречаются отдельные образцы простых украшений. Заслуживают внимания резные ворота медресе, а также двери мечети и дарсханы. Каждая дверь является образцом изящного искусства резьбы по дереву. 
В худжрах имеются ниши и супа (возвышения для сидения и отдыха). Внутри некоторых худжр устроены из дерева невысокие полки в виде второго этажа, занимающие почти половину худжры и служащие для хранения продовольствия и необходимых предметов обихода. 